# Альт-Дувенштедт
Альт-Дувенштедт (нем. Alt Duvenstedt, дат. Gammel Duvensted) — коммуна в Германии, в земле Шлезвиг-Гольштейн.
Входит в состав района Рендсбург-Эккернфёрде. Подчиняется управлению Фокбек. Население составляет 1870 человек (на 31 декабря 2010 года). Занимает площадь 20,43 км².

## Фотографии

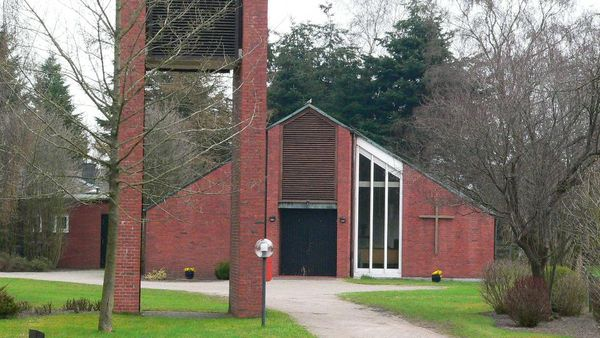
Церковь
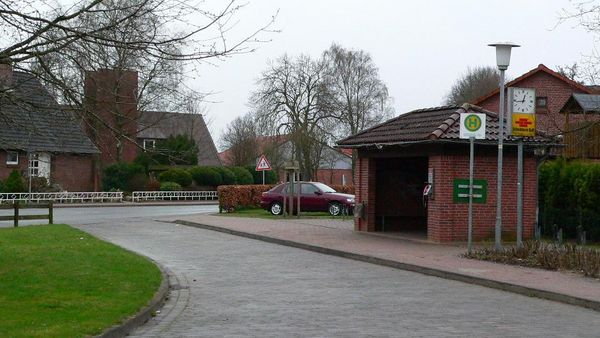
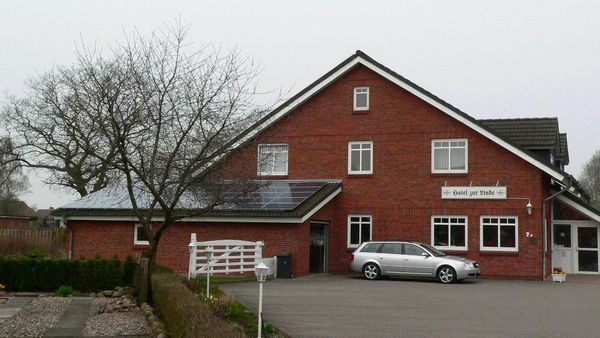